# Cartuja de Parkminster
La  Cartuja de Parkminster o St Hugh's Charterhouse, Parkminster (Cartuja de San Hugo) es el primer monasterio de la Orden de los Cartujos en el Reino Unido desde que, en 1536, Enrique VIII decretara la disolución de los monasterios. Está ubicado en la parroquia de Cowfold, dependiente de Horsham, West Sussex, Inglaterra. 

## Descripción e Historia
Este imponente monasterio cartujo fue fundado en 1873 por monjes de la Gran Cartuja expulsados de Francia. Construido entre 1876 y 1883 en estilo neogótico francés por el arquitecto francés Clovis Normand (1830-1909), en la propiedad Picknoll. 
A juicio del profesor de historia del arte Pevsner (1902-1983) la planta es magnífica y solo con la vista aérea se puede apreciar bien el conjunto monástico. La iglesia se encuentra en el centro del monasterio. La torre está rematada con una aguja neogótica que alcanza los 62 m de altura (203 pies). La sala capitular está decorada con pinturas que muestran a monjes que sufrieron martirio. El Gran Claustro es de los mayores del mundo, una cuadrícula de cerca de 115 m por 100 m. Como es usual en los monasterios cartujos, el claustro conecta las 34 celdas-ermitas con la iglesia y las otras dependencias. El cementerio cartujo también se ubica en el claustro. El monasterio disponen de unos cuatro acres de huertos (aproximadamente 1,6 hectáreas), que trabajan los cartujos.
La biblioteca contiene manuscritos y libros de gran valor. Aquí es donde el cartujo de origen francés, Mougel Ambrose (+ 1925), llevó a cabo investigaciones sobre Hugo de Balma (Hugues de Balma), autor del Viae Sion lugent, al que identifica como prior de la Cartuja de Meyriat, entre 1289 y 1304. Entre 1913 y 1954, la Cartuja San Hugo (Saint-Hugues) se hace cargo de la impresión de las obras de la orden, que anteriormente se hacía en Tournai. 
La comunidad aumentó considerablemente cuando acogió en 1903 a más de un centenar de cartujos expulsados de Francia, consecuencia de las leyes anticatólicas de la Tercera República Francesa. Estos monjes procedían de las cartujas de Montreuil y Sélignac. El número de monjes ha ido variando: 30 en 1883, 70 en 1928, 22 en 1984 y 26 en la actualidad (enero de 2017) para 34 celdas-ermitas. 
Es Monumento clasificado de Grado II*.